# Категорія 𝒪
Категорія {\displaystyle {\mathcal {O}}} — математичний об'єкт у теорії представлень напівпростих алгебр Лі. Це категорія, чиї об'єкти — визначені представлення напівростої алгебри Лі, а морфізми — гомоморфізми представлень.

## Вступ
Нехай {\displaystyle {\mathfrak {g}}} — (зазвичай комплексна) напівпроста алгебра Лі з підалгеброю Картана {\displaystyle {\mathfrak {h}}}, а {\displaystyle \Phi } — система коренів і {\displaystyle \Phi ^{+}} — система додатних коренів. Позначимо {\displaystyle {\mathfrak {g}}_{\alpha }}
простір коренів, що відповідає кореню {\displaystyle \alpha \in \Phi } і {\displaystyle {\mathfrak {n}}:=\oplus _{\alpha \in \Phi ^{+}}{\mathfrak {g}}_{\alpha }} — нільпотентна підалгебра.
Якщо {\displaystyle M} — {\displaystyle {\mathfrak {g}}}-модуль і {\displaystyle \lambda \in {\mathfrak {h}}^{*}}, то {\displaystyle M_{\lambda }} є простором ваг
{\displaystyle M_{\lambda }=\{v\in M;\,\,\forall \,h\in {\mathfrak {h}}\,\,h\cdot v=\lambda (h)v\}.}

## Означення катеоріїO{\displaystyle {\mathcal {O}}}
Об'єкти категорії {\displaystyle {\mathcal {O}}} — {\displaystyle {\mathfrak {g}}}-модулі {\displaystyle M}, такі що
1. {\displaystyle M} — скінченнопороджений
2. {\displaystyle M=\oplus _{\lambda \in {\mathfrak {h}}^{*}}M_{\lambda }}
3. {\displaystyle M} локально {\displaystyle {\mathfrak {n}}}-скінченний, тобто, для кожного {\displaystyle v\in M}, {\displaystyle {\mathfrak {n}}}-модуль породжений {\displaystyle v} — скінченновимірний.

Морфізми цієї категорії — {\displaystyle {\mathfrak {g}}}-гомоморфізми цих модулів.